# 赖讷
赖讷（發音：[ˈʁaɪnə] ⓘ）是德国北莱茵-威斯特法伦州明斯特行政区施泰因富特县的城市，面积145平方千米，2023年12月31日人口为78,220人。

## 友好城市
- 荷蘭 博尔讷（1983年）
- 德国 贝恩堡（1990年）
- 葡萄牙 萊里亞（1996年）
- 立陶宛 特拉凱（1996年）